# Gran Premi de Singapur del 2016
El Gran Premi de Singapur de Fórmula 1 de la temporada 2016 es va disputar al Circuit de Singapur, del 16 al 18 de setembre del 2016.

## Resultats de la qualificació
| Pos                  | No | Pilot             | Constructor               | Part 1   | Part 2   | Part 3   | Sortida |
| -------------------- | -- | ----------------- | ------------------------- | -------- | -------- | -------- | ------- |
| 1                    | 6  | Nico Rosberg      | Mercedes                  | 1:45.316 | 1:43.020 | 1:42.584 | 1       |
| 2                    | 3  | Daniel Ricciardo  | Red Bull Racing-TAG Heuer | 1:44.255 | 1:43.933 | 1:43.115 | 2       |
| 3                    | 44 | Lewis Hamilton    | Mercedes                  | 1:45.167 | 1:43.471 | 1:43.288 | 3       |
| 4                    | 33 | Max Verstappen    | Red Bull Racing-TAG Heuer | 1:45.036 | 1:44.112 | 1:43.328 | 4       |
| 5                    | 7  | Kimi Räikkönen    | Ferrari                   | 1:44.964 | 1:44.159 | 1:43.540 | 5       |
| 6                    | 55 | Carlos Sainz Jr.  | Toro Rosso-Ferrari        | 1:45.499 | 1:44.493 | 1:44.197 | 6       |
| 7                    | 26 | Daniil Kvyat      | Toro Rosso-Ferrari        | 1:45.291 | 1:44.475 | 1:44.469 | 7       |
| 8                    | 27 | Nico Hülkenberg   | Force India-Mercedes      | 1:46.081 | 1:44.737 | 1:44.479 | 8       |
| 9                    | 14 | Fernando Alonso   | McLaren-Honda             | 1:45.373 | 1:44.653 | 1:44.553 | 9       |
| 10                   | 11 | Sergio Pérez      | Force India-Mercedes      | 1:45.204 | 1:44.703 | 1:44.582 | 171     |
| 11                   | 77 | Valtteri Bottas   | Williams-Mercedes         | 1:46.086 | 1:44.740 |          | 10      |
| 12                   | 19 | Felipe Massa      | Williams-Mercedes         | 1:46.056 | 1:44.991 |          | 11      |
| 13                   | 22 | Jenson Button     | McLaren-Honda             | 1:45.262 | 1:45.144 |          | 12      |
| 14                   | 21 | Esteban Gutiérrez | Haas-Ferrari              | 1:45.465 | 1:45.593 |          | 13      |
| 15                   | 8  | Romain Grosjean   | Haas-Ferrari              | 1:45.609 | 1:45.723 |          | 202     |
| 16                   | 9  | Marcus Ericsson   | Sauber-Ferrari            | 1:46.427 | 1:47.827 |          | 14      |
| 17                   | 20 | Kevin Magnussen   | Renault                   | 1:46.825 |          |          | 15      |
| 18                   | 12 | Felipe Nasr       | Sauber-Ferrari            | 1:46.860 |          |          | 16      |
| 19                   | 30 | Jolyon Palmer     | Renault                   | 1:46.960 |          |          | 18      |
| 20                   | 94 | Pascal Wehrlein   | MRT-Mercedes              | 1:47.667 |          |          | 19      |
| 21                   | 31 | Esteban Ocon      | MRT-Mercedes              | 1:48.296 |          |          | 21      |
| 22                   | 5  | Sebastian Vettel  | Ferrari                   | 1:49.116 |          |          | 223     |
| 107% temps: 1:51.552 |    |                   |                           |          |          |          |         |
| Font:                |    |                   |                           |          |          |          |         |

Notes:
- ^1  — Sergio Pérez va rebre 5 llocs de penalització a la graella de sortida per no reduir la velocitat amb banderes grogues i tres més d'addicionals per passar altres pilots amb banderes grogues.[2][3]
- ^2  — Romain Grosjean va rebre 5 llocs de penalització per substituir la caixa de canvi.[4]
- ^3  — Sebastian Vettel penalitza 5 llocs per substituir la caixa de canvi i 20 més per canvis en el motor.[5]

## Resultats de la Cursa
| Pos   | No | Pilot             | Constructor               | Voltes | Temps / Retirada | Pos.Sortida | Punts |
| ----- | -- | ----------------- | ------------------------- | ------ | ---------------- | ----------- | ----- |
| 1     | 6  | Nico Rosberg      | Mercedes                  | 61     | 1h:55:48.950     | 1           | 25    |
| 2     | 3  | Daniel Ricciardo  | Red Bull Racing-TAG Heuer | 61     | +0.488 s         | 2           | 18    |
| 3     | 44 | Lewis Hamilton    | Mercedes                  | 61     | +8.038 s         | 3           | 15    |
| 4     | 7  | Kimi Räikkönen    | Ferrari                   | 61     | +10.219 s        | 5           | 12    |
| 5     | 5  | Sebastian Vettel  | Ferrari                   | 61     | +27.694 s        | 22          | 10    |
| 6     | 33 | Max Verstappen    | Red Bull Racing-TAG Heuer | 61     | +1:11.197 min.   | 4           | 8     |
| 7     | 14 | Fernando Alonso   | McLaren-Honda             | 61     | +1:29.198 min.   | 9           | 6     |
| 8     | 11 | Sergio Pérez      | Force India-Mercedes      | 61     | +1:51.062 min.   | 17          | 4     |
| 9     | 26 | Daniil Kvyat      | Toro Rosso-Ferrari        | 61     | +1:51.557 min.   | 7           | 2     |
| 10    | 20 | Kevin Magnussen   | Renault                   | 61     | +1:59.952 min.   | 15          | 1     |
| 11    | 21 | Esteban Gutiérrez | Haas-Ferrari              | 60     | +1 Volta         | 13          |       |
| 12    | 19 | Felipe Massa      | Williams-Mercedes         | 60     | +1 Volta         | 11          |       |
| 13    | 12 | Felipe Nasr       | Sauber-Ferrari            | 60     | +1 Volta         | 16          |       |
| 14    | 55 | Carlos Sainz Jr.  | Toro Rosso-Ferrari        | 60     | +1 Volta         | 6           |       |
| 15    | 30 | Jolyon Palmer     | Renault                   | 60     | +1 Volta         | 18          |       |
| 16    | 94 | Pascal Wehrlein   | MRT-Mercedes              | 60     | +1 Volta         | 19          |       |
| 17    | 9  | Marcus Ericsson   | Sauber-Ferrari            | 60     | +1 Volta         | 14          |       |
| 18    | 31 | Esteban Ocon      | MRT-Mercedes              | 59     | +2 Voltes        | 21          |       |
| Ret   | 22 | Jenson Button     | McLaren-Honda             | 43     | Frens            | 12          |       |
| Ret   | 77 | Valtteri Bottas   | Williams-Mercedes         | 35     | Sobreescalfament | 10          |       |
| Ret   | 27 | Nico Hülkenberg   | Force India-Mercedes      | 0      | Col·lisió        | 8           |       |
| DNS   | 8  | Romain Grosjean   | Haas-Ferrari              | 0      | Frens            | 20          |       |
| Font: |    |                   |                           |        |                  |             |       |